# Villa Torrigiani (Sesto Fiorentino)
A Villa Torrigiani é um palácio italiano que se encontra em Quinto Alto, localidade da Comuna de Sesto Fiorentino, Província de Florença.

## História
A villa foi edificada no século XV pela família Guidacci, a qual cedeu a propriedade, em 1474, a Francesco Boninsegni, a primeira duma série de mudanças de proprietário ocorridas até que, na segunda metade do século XVII, chegou às mãos da família Torrigiani, que transformou o edifício numa residência estival no início do século XIX.
Em seguida, a villa foi transformada, entre 1923 e 1939, em casa de saúde, construindo-se, também, uma nova ala recuada para responder às exigências hospitalares. Posteriores reorganizações ocorreram em 1950, quando a villa mudou de nome para Villa Solaria, entrando, porém, pouco depois num período de lento declínio. Só em 1982 a Comuna de Sesto Fiorentino se interessou pela aquisição da propriedade, em particular da ala mais recente, que foi destinada a um hospital de dia para idosos, do parque, que foi aberto ao público.

## Arquitectura
A villa é caracterizada por uma dupla ordem de janelas apoiadas em mísulas nos lados externos, com uma escadaria em pedra de dupla rampa no piso térreo.

## O parque
O parque, que remonta ao século XIX, conta com cerca de seis hectares de extensão entre os grandes prados de níveis diversos segundo o andamento do solo, com bosques divisórios que criam cenográficas e agradáveis vistas em perspectiva. Alguns caminhos atravessam a área verde, delimitados por lancis em pedra e dirigidos em direcção a pontos particulares: rotundas, pontos de descanso e de jogo, zonas separadas. 
A flora do parque é diversificada e influenciada pela história dos antigos proprietários, embora o património arbóreo esteja notoriamente reduzido em relação à época de maior esplendor. Entre os exemplares mais notáveis pela idade e dimensões contam-se ciprestes, bordos, cedros, castenheiros-da-Índia, pinheiros, carvalhos, sequóias, taxus, tílias, choupos brancos e ginkgo biloba.